# 디우르벨
디우르벨(Diourbel)은 세네갈 서부에 위치한 도시로, 디우르벨 주의 주도이며 인구는 100,445명(2007년 기준)이다. 다카르(세네갈의 수도)에서 동쪽으로 약 150km 정도 떨어진 곳에 위치하며 동쪽으로는 티에스와 접한다.